# Eleições estaduais de Bremen em 2007
As eleições legislativas de 2007 no Bremen realizaram-se no dia 13 de Maio de 2007.
Nestas eleições foram eleitos os 83 membros do Senado do Estado (em alemão: Bürgerschaft) do Bremen, o mais pequeno dos 16 estados da Alemanha.
Estavam recenseados para estas eleições cerca de 490.000 eleitores, ou seja, menos de um por cento dos eleitores alemães, o que faz com que estas eleições tenham um significado mais simbólico que político a nível federal, mas os resultados podem servir como barômetro da disposição política do eleitorado e têm influência na composição do Bundesrat, que, junto com o Bundestag, constitui o corpo legislativo federal da Alemanha.
O Estado do Bremen é um bastião do Partido Social Democrata da Alemanha, onde este partido participou no governo desde o final da Segunda Guerra Mundial.
O Partido Social-Democrata (SPD), do governador Jens Böhrnsen, partiu como claro favorito. Este partido lidera actualmente uma coligação com a União Democrata-Cristã.

## Análise resultados
A taxa de participação foi de 58%, inferior à de 2003 quando esta se situou nos 61,8%.
Os dois partidos da coligação no governo acabaram por ser os mais punidos nestas eleições, diminuindo a percentagem de votos de ambos os partidos. Os partidos de esquerda e verdes, pelo contrário, viram o número de votos aumentado.
Foram seis os partidos que conseguiram assegurar mandatos, sendo de destacar a estreia em parlamentos regionais da Alemanha Ocidental do Partido de Esquerda, que resultou da fusão do PDS (ex-comunistas, implantados sobretudo na antiga República Democrática Alemã) com o WASG (sindicalistas e dissidentes do SPD).
Após as eleições, o SPD decidiu formar um governo de coligação com a Aliança 90/Os Verdes, e, assim, acabando com 12 anos de grande coligação com os democratas-cristãos.

## Resultados Oficiais
| Partido      | Partido                     | Votos   | %     | +/-   | Deputados | +/-     |
| ------------ | --------------------------- | ------- | ----- | ----- | --------- | ------- |
|              | Partido Social-Democrata    | 101 290 | 36,7  | 5,6   | 32 / 83   | 8       |
|              | União Democrata-Cristã      | 70 728  | 25,6  | 4,2   | 23 / 83   | 6       |
|              | Aliança 90/Os Verdes        | 45 493  | 16,5  | 4,3   | 14 / 83   | 2       |
|              | A Esquerda                  | 23 282  | 8,4   | 6,7   | 7 / 83    | 7       |
|              | Partido Democrático Liberal | 16 486  | 6,0   | 1,8   | 5 / 83    | 4       |
|              | União Popular Alemã         | 7 536   | 2,7   | 0,4   | 1 / 83    | Estável |
|              | Os Conservadores            | 4 462   | 1,6   | Novo  | 0 / 83    | Novo    |
|              | Cidadãos em Fúria           | 2 336   | 0,9   | Novo  | 1 / 83    | Novo    |
|              | Outros                      | 4 203   | 1,6   |       | 0 / 83    |         |
| Total        | Total                       | 275 816 | 100   |       | 83 / 83   |         |
| Participação | Participação                |         | 57,5  | 2,6   |           |         |
| Fonte        | Fonte                       | [ 7 ]   | [ 7 ] | [ 7 ] | [ 7 ]     | [ 7 ]   |